# 天井汪墓群
天井汪墓群，位于山东省日照市莒县果庄乡天井汪村，是中华人民共和国山东省文物保护单位之一。
1992年6月12日，授予山东省文物保护单位，是一座古墓葬。